# Corydalis pseudothyrsiflora
Corydalis pseudothyrsiflora là một loài thực vật có hoa trong họ Anh túc. Loài này được C.Y.Wu & T.Y.Shu mô tả khoa học đầu tiên năm 1985.